# Ormosia beatifica
Ormosia beatifica là một loài ruồi trong họ Limoniidae. Chúng phân bố ở miền Cổ bắc.